# Sen-Sen
Sen-Sen ist der Markenname eines unter anderem aus Lakritze hergestellten Mundparfüms, das seit Ende des 19. Jahrhunderts vertrieben wird. Der Markenname erreichte eine solche Bekanntheit, dass es im Englischen zum Gattungsname für Mundparfüms wurde und sogar ins Oxford English Dictionary aufgenommen wurde, sein Ursprung ist jedoch heute nicht mehr bekannt.
Entwickelt wurde es um 1890 von den Parfümhändlern T.B. Dunn & Co. aus Rochester, New York durch einen Fabrikdirektor namens Kerschner. 1911 wurde das Rezept patentiert. Im selben Jahr wurde der Hersteller Mitglied des Konsortiums Autosales Gum and Chocolate Company, einem Zusammenschluss der führenden amerikanischen Kaugummihersteller, das innerhalb kurzer Zeit mehr als 200.000 Kaugummiautomaten in den gesamten USA aufstellte, so dass die Marke Sen-Sen landesweit bekannt wurde. Sen-Sen besteht aus Lakritze, Akazienharz, Stärke, Zucker und Parfüms. Es wurde in Form sehr kleiner Krümel gehandelt, die zwischen Wange und Kiefer geschoben werden und dort langsam zergehen; sie sind durch die geringe Größe und die lange Verweildauer nahezu geschmacklos.
Sen-Sen wurde insbesondere häufig eingesetzt, um eine Schnapsfahne zu verheimlichen, doch führte diese weit verbreitete Strategie dazu, dass der wohlbekannte Geruch von Sen-Sen selbst bald mit Alkoholmissbrauch assoziiert wurde. Literarische Zeugnisse hierfür finden sich etwa in Zora Neale Hurstons Roman And Their Eyes Were Watching God, John Dos Passos’ The Big Money oder Eugene O’Neills Drama A Moon for the Misbegotten.